# Marlon Langeland
Marlon Valdés Langeland (født 1. juli 1999) er en norsk skuespiller, der er mest kendt for sin rolle som Jonas i NRK-serien Skam.